# Dvoklopniki
Dvoklopniki (znanstveno ime Ostracoda, iz grške besede óstrakon - »ploščica« oz. »lupina«) so velik razred rakov, v katerega uvrščamo približno 5650 danes živečih opisanih vrst.

## Telesne značilnosti
Skupina je dobila ime po značilni obliki karapaksa, ki je grajen iz dveh loput in popolnoma obdaja telo, zaradi česar po mnogih znakih spominjajo na školjke. Loputi sta ovalne oblike, ojačani s kalcijevim karbonatom, povezani na hrbtni strani s tečajem in zapirajo ju mišična vlakna, ki se pripenjajo v sredini vsake od njiju. V splošnem so to majhne živali, dolge po nekaj milimetrov in rjavkasto ali zelenkasto obarvane. Največji znan dvoklopnik zraste 3 cm v dolžino.
Glava zaseda večino prostora znotraj karapaksa, na njej so dobro razvite tipalnice in obustne okončine. Vse vrste imajo na glavi neparno navplijevo oko, sestavljene oči pa imajo le predstavniki skupine Myodocopa. Oprsje je močno reducirano, njegova členjenost je zabrisana in nosi kvečjemu dva para nog, ki so lahko oblikovane kot hodilne, plavalne, grabilne ali čistilne okončine.
Dvoklopniki dihajo skozi telesno površino in nimajo škrg. Mnoge vrste so tudi brez srca in ožilja.

## Življenjski krog
Za dvoklopnike je znano, da privabljajo spolne partnerje z bioluminiscenco. Parjenje poteka tako, da samec zgrabi samico s tipalnicami in izbrizga semensko tekočino med njuni loputi v spolno odprtino. Njihova posebnost so tudi izjemno velike semenčice, ki lahko po dolžini večkrat presegajo samca. Samica oplojena jajčeca izlega posamič v vodo ali jih prilepi na podlago. Pri nekaterih vrstah se jajčeca razvijajo znotraj oklepa samice. Sladkovodne vrste, ki živijo v začasnih vodnih telesih, preživijo sušna obdobja kot jajčeca. Mnoge od teh se lahko razmnožujejo tudi partenogenetsko.
Ličinke so podobne odraslim živalim. Ob vsaki levitvi odvržejo tudi karapaks; po preobrazbi v odraslo žival se nehajo leviti.

## Ekologija
Predstavniki skupine živijo po vsem svetu v morjih in vseh vrstah sladkovodnih okolij. Večinoma se zadržujejo pri dnu ali živijo pritrjeni na vodno rastlinje oz. druge potopljene predmete, določene vrste pa so planktonske. Druge živijo pritrjene na večje živali. Tudi prehransko so zelo raznolika skupina, med njimi so rastlinojede, mesojede, mrhovinarske in filtratorske vrste.

## Evolucija in taksonomija
Dvoklopniki so starodavna skupina, ki obstaja že od kambrija. Njihovi fosilni ostanki so zaradi trdnega skeleta izredno številčni in fosilni zapis je praktično neprekinjen od takrat. Opisanih je kar 10.000 fosilnih vrst, kar je več od znanih živečih. Taksonomija fosilnih ostankov temelji izključno na morfologiji loputastega karapaksa, saj je to edini ostanek. Zaradi svoje pogostosti so uporabni za datiranje kamnin.
Po ocenah danes živi okrog 12.000 vrst, od tega je opisanih 5650. Slovenska favna še ni temeljito raziskana, zaenkrat je za slovensko ozemlje znanih okrog 50 vrst.